# Hôtel de Mongelas
L'hôtel de Mongelas, sis au 62 de la rue des Archives à Paris (3e arrondissement), est un hôtel particulier du début du XVIIIe siècle, qui appartient à la Fondation François-Sommer pour la chasse et la nature et abrite, depuis février 2007, l'extension du Musée de la Chasse et de la Nature.

## Histoire
En 1606 Antoine Foucquet achète la parcelle de l’actuel 62, rue des Archives. En 1639, commence la construction d’un premier hôtel. La mort prématurée du propriétaire fait passer son hôtel dans diverses mains familiales avant d’échoir à un autre Antoine Foucquet en 1640.
Commence une succession de propriétaires familiaux jusqu’en 1703, date à laquelle l’hôtel est vendu à Romain Dru, sieur de Montgelas, trésorier général de l’extraordinaire des Guerres. Il n’y résidera jamais alors que dès le printemps 1705 il en entreprend la reconstruction par le maître maçon et entrepreneur Nicolas Liévain. Le plan n’est pas conservé mais il apparaît qu’il s’agit plutôt d’une importante mise au goût du jour qu’une totale reconstruction. Il existe cependant un projet de reconstruction de l’hôtel dans les archives de l’agence de Jules Hardouin-Mansart daté vers 1704-1705. Le corps sur rue, les ailes latérales et la façade sur la cour sont totalement reconstruits. La façade en brique et pierre sur le jardin est conservée mais ses chainages en brique son dissimulés sous un enduit pour plus d'homogénéité avec le reste de l'édifice. Un nouvel escalier est construit dans l’aile droite en lieu et place de l’escalier primitif à quatre noyaux (sans doute en bois) qui se trouvait dans le corps de logis principal. Un petit escalier de service lui répond dans l’aile gauche (conservé aujourd'hui). En août 1706, Montgelas loue l’hôtel en travaux à Daniel Hogger, sieur de Bignan. L’hôtel semble alors comporter trois appartements : un au rez-de-chaussée entre cour et jardin et deux à l’étage (un sur rue, l’autre entre cour et jardin). À l'été 1707, les travaux de réaménagement de l’hôtel prennent fin.

### Une maison de famille
En 1709, Mongelas vend son hôtel à Michel d’Olivier, trésorier des secrétaires du Roi, et Jeanne Marie Regnault, son épouse, qui y habitent. À son décès, en 1724, Michel d'Olivier lègue l’hôtel à sa nièce, Louise Chauvelier, épouse de Jean Baptiste Henri de La Rue du Can, baron de Champchevrier. Ce dernier meurt dans l'hôtel en 1760 et son épouse ne lui survit que jusqu'en 1761 .  Un cabinet au rez-de-chaussée contient trois toiles de Jean-François de Troy. L’hôtel semble alors disposer de deux appartements principaux et de nombreuses chambres.
En 1766, leurs enfants vendent l’hôtel à Joseph Florent, marquis de Vallière, directeur général du Génie et de l’Artillerie de France, qui l’occupe avec son épouse. Joseph Florent de Vallière meurt dans l'hôtel en 1776 et son épouse l'occupe jusqu'à son arrestation, pendant la Révolution. Elle est emprisonnée, puis guillotinée pendant la terreur. Séquestré, l’hôtel est restitué en 1796 à ses enfants, qui le vendent en 1799 à Charles Lherbette, notaire.
Dès 1800, ce dernier revend l’hôtel à Nicolas François Bellart, alors avocat. Celui-ci devient en 1800 membre du conseil-général de la Seine, puis s'oppose au régime impérial et favorise le retour des Bourbons à partir de 1812. À la première Restauration, en 1814, Louis XVIII  le fait maître des requêtes puis conseiller d'État et l'anoblit. Proscrit pendant les cent-jours, il est élu député après la seconde Restauration, en août 1815 puis nommé procureur général  près la Cour royale de Paris. Cette fonction l'amène à intervenir au procès du maréchal Ney à celui des « Quatre sergents de La Rochelle ».
Le grand escalier de l’aile droite, détruit lors des travaux de restauration de l’hôtel en 2004, datait sans doute de cette époque (construit entre 1813 et 1820 en remplacement de l’escalier du XVIIIe siècle).

### Des activités d'art, d'artisanat et de négoce
En 1820, Bellart cède la maison aux fabricants d’éventails Jean-Baptiste Colombet et Charles Riart. À la mort du dernier des deux personnages, en 1849, l’hôtel n'est plus habité et voué au négoce. Il reste indivis jusqu’en 1865 et occupé par le bijoutier Charles Murat qui le partage avec d’autres occupants. En 1908, Murat occupe tout l’hôtel et s’en porte acquéreur.
C’est sans doute à cette époque qu’est ajouté un bâtiment envahissant une grande partie de la cour avant restauration (détruit en 2004).
En 1965, la maison Murat quitte l’hôtel et le vend en le divisant en deux lots, l'un avec l'hôtel, l'autre avec le jardin. L’hôtel est vendu à la Guilde des Orfèvres qui y installe son siège social. Les Nouvelles Galeries (actuellement groupe Galeries Lafayette) deviennent propriétaires de l'ancien jardin. Elles y creusent un parking souterrain et y construisent en surface, un bâtiment léger, qui sera démonté en 2005 .
En 1996, le Plan de Sauvegarde du Marais indique que l’hôtel de Mongelas est à conserver ou restaurer.

### Musée de la Chasse et de la Nature
Fidèle à l’action de François Sommer qui souhaitait réaliser cette opération dès l’installation de sa fondation à l’hôtel de Guénégaud, la Fondation François-Sommer pour la chasse et la nature se rend propriétaire de l’hôtel le 30 juillet 2002. Elle y entreprend d’importants travaux de restauration afin d’accueillir, à l’horizon de l’année 2006, une extension de ses activités. Ces nouveaux aménagements se concrétisent par l'extension dans l'hôtel de Mongelas du Musée de la Chasse et de la Nature, ouvert à l'origine dans l'hôtel de Guénégaud, mitoyen. Les deux hôtels deviennent communicants et le nouveau musée ouvre au public en 2007.

## Architecture
De l’hôtel construit par Antoine Foucquet dans le premier tiers du XVIIe siècle, est conservée la rare façade brique et pierre sur le jardin. C’était la façade la plus visible de la maison primitive (elle est visible depuis l’actuelle ruelle Sourdis) ce qui explique le soin apporté à sa construction ce qui ne devait pas être le cas des autres façades. Sont conservées également les caves de cet édifice primitif. Habillée d'un ordre colossal, la façade sur cour dégage une impression d'austérité, mais aussi de monumentalité, l'architecte ayant joué seulement avec l'encadrement des baies, les lignes horizontales (bandeaux, allèges, corniches), et les couleurs (bleu turquoise des croisées des fenêtres qui tranche avec le calcaire blond de la pierre de Saint-Leu.
De la campagne de travaux du XVIIIe siècle, on peut admirer les façades sur cour, le beau portail Louis XIV sommé d’un mascaron sur la rue et l’escalier de service dans l’aile gauche, pourvu d'une belle rampe en fer forgé Louis XIV. Est conservée aussi la belle et unique disposition à Paris d’un porche à arc surbaissé ouvert dans l’aile droite de la cour. L’attribution des éléments du XVIIIe siècle, d’une grande qualité de dessin, de mise en œuvre et de décor, à Jules Hardouin-Mansart ou Robert de Cotte est vraisemblable même si discutée.
Le parti choisi pour la restauration du XXIe siècle se base sur l'état du début du XVIIIe siècle, bien connu. Après une campagne de fouilles archéologiques et de très importants travaux de restauration, effacement d'étages ajoutés, de bâtiments parasites, rétablissement des percements anciens, reprise des fondations, restauration des caves, aménagement des espaces intérieurs, sous la direction des architectes Antoine Jouve, Anne Sazerat et Simon Vignaud, l'hôtel ouvre au public en février 2007. Il abrite le Musée de la Chasse et de la Nature (architectes-muséographes Frédérique Paoletti et Catherine Rouland)